# Mode Gakuen Spiral
La Mode Gakuen Spiral Towers (モード学園スパイラルタワーズ) est un gratte-ciel de bureaux de 170 mètres de hauteur construit à Nagoya en 2008. Il abrite les locaux de l'institut d'enseignement Mode Gakuen et a été conçu par l'agence d'architecture Nikken Sekkei, l'une des plus importantes agences d'architecture du Japon. La forme torsadée de la tour est très rare et se rapproche de la tour Turning Torso construite en Suède en 2005.
La surface de plancher de la tour est de 48 989 m2.